# George Hill (koszykarz)
George Jesse Hill, Jr. (ur. 4 maja 1986 w Indianapolis) – amerykański koszykarz, grający na pozycji rozgrywającego.
W sezonie 2009/2010 zajął ex aequo drugie miejsce w głosowaniu na największy postęp sezonu NBA.
22 czerwca 2016 trafił w ramach wymiany z udziałem trzech drużyn do klubu Utah Jazz. 10 lipca 2017 został zawodnikiem Sacramento Kings.
8 lutego 2018 trafił do Cleveland Cavaliers w wyniku wymiany z udziałem trzech drużyn (Cavs, Kings, Jazz). 7 grudnia trafił w wyniku wymiany z udziałem trzech zespołów do Milwaukee Bucks. 1 lipca 2019 opuścił klub. Następnie podpisał kolejną umowę z klubem na trzy lata, na sumę 29 milionów dolarów.
24 listopada 2020 został wytransferowany Oklahoma City Thunder.
25 marca 2021 został wytransferowany do Philadelphia 76ers. 3 sierpnia 2021 opuścił klub. 6 sierpnia 2021 dołączył po raz kolejny w karierze do Milwaukee Bucks. 9 lutego 2023 został zawodnikiem Indiana Pacers w wyniku wymiany.

## Osiągnięcia
Stan na 13 października 2023, na podstawie, o ile nie zaznaczono inaczej.
NCAA
- Mistrz sezonu regularnego Summit League (2006)
- Koszykarz Roku Konferencji Summit League (2008)[14]
- Zaliczony do:
  - I składu:
    - All-Summit (2006, 2008)
    - turnieju Summit League (2006, 2008)
    - Summit League All-Newcomer (2005)